# Iskra Mihaïlova
Iskra Dimitrova Mihaïlova-Koparova (Искра Димитрова Михайлова-Копарова, en bulgare), née le 7 septembre 1957 à Sofia, est une femme politique bulgare membre du Mouvement des droits et des libertés (DPS). Elle est ministre de l'Environnement entre 2013 et 2014.

## Biographie

### Formation et vie professionnelle
Bibliothécaire de formation, elle est conseillère de Valentin Tsverovski, ministre du Développement régional, entre 2001 et 2005.

### Activités politiques
Entre 2005 et 2009, elle est vice-ministre du Développement régional auprès d'Assen Gagauzov. Elle est élue en 2009 députée à l'Assemblée nationale et prend la présidence de la commission de l'Environnement et des Eaux.
Le 29 mai 2013, elle est nommée ministre de l'Environnement et de l'Eau dans le gouvernement de centre-gauche de Plamen Orecharski. Elle est remplacée par Stanislav Anastassov le 19 juin 2014.
Elle est élue députée européenne le 25 mai 2014, en remplacement de Delyan Peevski qui renonce à siéger. Elle siège jusqu'en 2024.